# Charles Hart (acteur)
Pour les articles homonymes, voir Hart et Charles Hart.
Charles Hart, né en 1625 et décédé le 18 août 1683, est un comédien anglais de l'époque de la Restauration anglaise.